# Victoria Nuland
Victoria Nuland est une diplomate américaine, née le 1er juillet 1961 à Baker (Louisiane).
Elle est notamment secrétaire d'État assistante pour l'Europe et l'Eurasie de 2013 à 2017 (administration Obama) et sous-secrétaire d'État pour les Affaires politiques de 2021 à 2024 (administration Biden).

## Biographie

### Jeunesse et études
Victoria Nuland nait en 1961. Son père Sherwin B. Nuland (en) (né Shepsel Ber Nudelman) est un chirurgien américain et professeur de bioéthique à l'université Yale, né d'immigrés juifs d'Europe de l'Est, d'un père moldave et d'une mère originaire de Biélorussie. La mère de Victoria Nuland, Rhona McKhann, est une chrétienne d’origine britannique[source insuffisante]. 
Victoria Nuland est diplômée de la Choate Rosemary Hall en 1979[source insuffisante] puis obtient un diplôme de Bachelor of Arts à l'université Brown en 1983 où elle a étudié la littérature russe, les sciences politiques et l'histoire.

### Carrière
Victoria Jane Nuland a fait carrière au sein du département d'État des États-Unis. Elle est cheffe de cabinet du démocrate Strobe Talbott — secrétaire d'État adjoint de la secrétaire d'État Madeleine Albright entre 1993 et 1996 — puis directrice adjointe du ministère pour l'ex-Union soviétique. Elle est ambassadrice permanente à l'OTAN entre 2000 et 2003, puis conseillère pour la politique étrangère du vice-président républicain Dick Cheney de 2003 à 2005. Elle est également envoyée spéciale d'Hillary Clinton pour les Forces armées américaines basées en Europe de février à juin 2010, puis porte-parole du secrétaire d'État des États-Unis de juillet 2010 à août 2013 et enfin secrétaire d'État assistante pour l'Europe et l'Eurasie de septembre 2013 à janvier 2017.
Pendant la présidence Trump (2017-2021), Nuland travaille pour le groupe Albright Stonebridge (en), une société internationale de conseils stratégiques et diplomatiques installée à Washington, en tant que conseillère principale. Parallèlement, elle est chargée de recherches à la Brookings Institution et à l’université Yale ; elle est aussi membre du conseil d’administration de la National Endowment for Democracy.
Le 29 avril 2021, au début de la présidence Biden, le Sénat, après des auditions tenues quelques jours plus tôt, valide par vote à voix haute (en) la nomination de Nuland au poste de sous-secrétaire d'État pour les Affaires politiques (en), auquel elle accède le 30 avril, ce qui fait d’elle la « numéro 3 » de la diplomatie américaine.

### Vie privée
Victoria Nuland est mariée à l'historien néo-conservateur Robert Kagan avec qui elle a eu deux enfants, David et Elena. Elle parle le russe et le français.

## Prises de position en matières diplomatique et politique

### Attaque de Benghazi en Libye
Après l'attaque de Benghazi en Libye en 2012, lors de laquelle le groupe djihadiste d'Ansar al-Charia a attaqué l'enceinte diplomatique américaine de Benghazi conduisant à la mort de l'ambassadeur américain J. Christopher Stevens, l'ambassadrice des États-Unis aux Nations unies Susan Rice doit clarifier les circonstances de l'attaque. Nuland, alors porte-parole du secrétaire d'État sous l'administration Obama, rédige un e-mail adressé à Susan Rice, lui conseillant de ne pas mentionner des avertissements des services de renseignements américain annonçant une action terroriste organisée sur l'enceinte. Elle indique en effet que ces informations pourraient être exploitées par l'opposition républicaine au Congrès.

### Ukraine
Elle est responsable de l'Ukraine pour le département d’État à partir de 2013. Elle négocie des garanties de prêt à l'Ukraine et la livraison d'une aide militaire à l'armée ukrainienne. Avec le secrétaire d'État John Kerry et le secrétaire à la Défense Ashton Carter, elle est considérée comme l'un des principaux partisans de la livraison d'armes à l'Ukraine.  
Le 4 février 2014, l’enregistrement d'un appel téléphonique datant du 28 janvier 2014 entre Victoria Nuland et Geoffrey Pyatt, ambassadeur des États-Unis en Ukraine, est publié sur YouTube,. Le département d'État et la Maison-Blanche ont suggéré qu'un assistant du vice-Premier ministre russe, Dmitri Rogozine, était la source de la fuite, ce qu'il a démenti,,. La diffusion de la conversation téléphonique provoque un scandale ; le langage employé (« And, you know… Fuck the EU ») lorsque les deux protagonistes discutent de l'arrivée d'un nouveau représentant de l'ONU à Kiev, a ainsi particulièrement choqué. La chancelière allemande Angela Merkel ainsi que le président du Conseil de l’Europe Herman Van Rompuy condamnent ces propos, jugés inacceptables,,,. De plus, durant cette conversation avec l'ambassadeur américain, elle parle des protagonistes de la crise, et de la formation du prochain gouvernement ukrainien, dans laquelle les États-Unis auraient un droit de regard ; les noms d'Arseni Iatseniouk (qui venait de se voir proposer un poste de premier ministre par le président ukrainien pro-russe Viktor Ianoukovitch), désigné sous le pseudonyme de « Iats », et de Vitali Klitschko, revenant plusieurs fois dans la discussion. Iatseniouk est devenu Premier ministre d'Ukraine le 27 février 2014.

### Pendant l’administration Trump
Nuland quitte le département d'État en janvier 2017 au début de l'administration Trump, en même temps que de nombreux fonctionnaires de carrière.
Le 24 janvier 2018, le Washington Post publie une interview avec Nuland où elle se prononce sur la nature du travail du président Donald Trump et du secrétaire d'État Rex Tillerson. Elle décrit un exode de fonctionnaires de carrière du service extérieur et un dysfonctionnement au sein du département d'État, et déclare que le système judiciaire et les médias américains sont attaqués. Nuland dénonce également une tendance à l'isolationnisme américain[réf. nécessaire]..
En janvier 2018, l'administration Trump entame de nouveaux engagements importants avec des représentants du gouvernement russe en organisant une rencontre entre le chef de l'état-major russe Valeri Guerassimov et le commandant suprême des forces alliées en Europe (SACEUR) de l'OTAN, le général Curtis Scaparrotti. 
Nuland a déclaré : « Ces canaux sont particulièrement vitaux à une époque où les relations au niveau des dirigeants sont si imprévisibles ». Elle déclare que Scaparrotti est « dans une position unique » pour répondre aux préoccupations concernant « le rôle militaire actuel de la Russie en Ukraine, ses violations du traité sur les forces nucléaires à portée intermédiaire, ses mesures actives pour mettre à mal les démocraties transatlantiques et les autres tensions stratégiques qui poussent les États-Unis et leurs alliés à prendre des mesures de dissuasion plus fortes ».

### Pendant l’administration Biden
En janvier 2022 Victoria Nuland a affirmé que la mise en service du gazoduc Nord Stream 2 serait bloquée si la Russie venait à envahir l’Ukraine. 
En mars 2022 lors d'une audition parlementaire, elle a dit que le gazoduc Nord Stream 2 est « mort » et ne pourra pas « être ressuscité ».